# Multan
Multan (sarajsko / urdujsko مُلْتَان; hindustanska izgovorjava: [mɵlˈtäːnᵊ] ()) je mesto v Pandžabu v Pakistanu, na bregu reke Čenab. Je eno od petih največjih urbanih središč Pakistana leta 2024 in je upravno središče okraja Multan. Je glavno kulturno, versko in gospodarsko središče regije Pandžab, in eno najstarejših mest v Aziji z zgodovino, ki sega globoko v antiko.
Multan je bil del iranskega Ahemenidskega cesarstva v začetku 6. stoletja pr. n. št Starodavno mesto je med malijsko kampanjo oblegal Aleksander Veliki. Kasneje ga je osvojil omajadski vojaški poveljnik Mohamed bin Kasim leta 712 n. št. po osvojitvi Sinda. V 9. stoletju je postal ločena država, Emirat Multan, ki so mu vladali arabski vladarji. Regija je v srednjem veku prišla pod oblast Gaznavidov in mameluškega sultanata. Leta 1445 je postal glavno mesto sultanata Langah. Provinca Multan je bila ena od pomembnih provinc Mogulskega cesarstva. Leta 1848 so ga Britanci osvojili od Sikhskega imperija in je postal del Britanskega Pandžaba.
Mesto je bilo med najpomembnejšimi trgovskimi središči ter veliko središče znanja in učenja na srednjeveški islamski Indijski podcelini in je v 11. in 12. stoletju privabilo množico sufijskih mistikov in postal veliko središče duhovnosti na celotnem jugu. Aziji in mestu prislužilo ime mesto svetnikov. Mesto, skupaj z bližnjim mestom Uč Šarifa, je znano po velikem številu sufijskih svetišč iz tiste dobe.

## Etimologija
Izvor imena Multan ni jasen. Staro znano ime mesta je bilo Malli-istan; Malli je bilo ime plemena, ki je naseljevalo regijo in mesto. Ime mesta je morda izpeljano iz božanstva starodavnega sončnega templja Multan. Nekateri menijo, da ime izhaja iz staroperzijske besede mulastāna, 'obmejna dežela', medtem ko drugi pripisujejo izvor sanskrtski besedi mūlasthāna.

## Zgodovina

### Izvor
V regiji okoli Multana je več arheoloških najdišč, ki segajo v zgodnje harapsko obdobje Indske civilizacije med 3000 pr. n. št. do 2800 pr. n. št.. Po hindujskih verskih besedilih je Multan ustanovil modrec Kašjapa. Ta besedila prav tako trdijo, da je bil Multan glavno mesto kraljestva Trigarta, ki mu je med vojno Kurukšetra vladala dinastija Katoč, ki je osrednjega pomena za hindujsko epsko pesnitev Mahabharata. Mesto je obiskal grški admiral Skylax, ki je šel skozi to območje leta 515 pred našim štetjem. Mesto je omenil tudi grški zgodovinar Herodot leta 400 pred našim štetjem.

### Grška invazija
Multan naj bi bil glavno mesto Malli, ki ga je osvojil Aleksander Veliki leta 326 pr. n. št. kot del malijske kampanje. Ljudstvo Mallian je skupaj z bližnjimi plemeni zbralo vojsko 90.000 oseb za boj proti vojski 50.000 Grkov. To je bila največja vojska, s katero so se soočili Grki na celotni podcelini. Med obleganjem mestne citadele naj bi Aleksander skočil v notranjost citadele, kjer se je soočil z mallijskim voditeljem. Aleksander je bil ranjen s puščico, ki mu je prodrla v pljuča, zaradi česar je bil hudo poškodovan. Po hudi bitki na mestu 'Khooni Burj' se je mallijska vojska na koncu predala in preprečila nadaljnje prelivanje krvi. V Aleksandrovem obdobju je bil Multan nahajal na otoku v reki Ravi, ki je od takrat skozi stoletja večkrat spremenila smer.
Sredi 5. stoletja n. št. so mesto napadli Beli Huni, skupina nomadov barbarskih heftalitov, ki jih je vodil Toramana. Po hudem boju so osvojili Multan, vendar niso ostali dolgo.
Do sredine 7. stoletja našega štetja je Multan osvojil Čač iz Alorja iz hindujske dinastije Rai. Čač je imenoval thakurja za vladanje iz Multana in uporabil njegovo vojsko za reševanje mejnih sporov s Kašmirjem.

### Islamsko osvajanje
Multan je prvič vdrla muslimanska vojska po vladavini kalifa Alija, leta 664 n. št., ko je Mohalib, arabski general, zasedel mesto. Vendar se zdi, da je bila ekspedicija usmerjena v raziskovanje dežele, saj očitno ni bilo nobenega poskusa, da bi ohranili osvojitev. Po osvojitvi Sinda je Mohamed ibn Kasim leta 712 n. št. po dvomesečnem obleganju zavzel Multan iz Radž Dahirja. Po ibn Kasimovi osvojitvi so mestni podaniki naslednjih nekaj desetletij ostali večinoma nemuslimani pod Omajadskim kalifatom.

### Emirat Multan (9. in 10. stoletje)

#### Abasidski emirat
Do sredine 800. let je Banu Munabih (855–959), znan tudi kot Banu Sama, ki je trdil, da izvira iz Mohamedovega plemena Kurejš, prišel vladati Multanu in ustanovil emirat Banu Munabih, ki je vladal naslednje stoletje. 
Med tem obdobjem je arabski geograf Al-Mukadasi iz 10. stoletja ugotovil, da je sončni tempelj Multan v najbolj naseljenem delu mesta. Ugotovljeno je bilo, da je hindujski tempelj muslimanskim vladarjem prinesel velike davčne prihodke, po nekaterih računih do 30 % prihodkov države. V tem času je bil arabski vzdevek mesta Faradž Bayt al-Dhahab ('Mejna hiša zlata'), kar je odražalo pomen templja za mestno gospodarstvo.
Arabski zgodovinar iz 10. stoletja Al-Masudi je omenil Multan kot mesto, kjer so se zbirale srednjeazijske karavane iz islamskega Horasana. Perzijski geograf iz 10. stoletja Estahri je obiskal to območje. Takrat sta bili Mansura (glavno mesto Sindha) skupaj z Multanom edini dve veliki arabski kneževini v Južni Aziji. V obeh mestih so govorili arabsko, čeprav je Estakhri poročal, da so prebivalci Multana govorili tudi perzijsko, kar kaže na pomen trgovine s Horasanom. Poliglosija je naredila trgovce Multani kulturno zelo primerne za trgovanje z islamskim svetom.
Hudud al-'Alam (Regije sveta - geografska knjiga iz 10. stoletja, ki jo je v perzijščini napisal anonimni avtor iz Guzgana) iz 10. stoletja ugotavlja, da so Multanovi vladarji nadzorovali tudi Lahore, čeprav je bilo to mesto nato izgubljeno za hindujske Šahe. V 10. stoletju so vladarji Multana prebivali v taborišču zunaj mesta, imenovanem Džandravār in so enkrat tedensko vstopili v Multan na hrbtu slona za petkovo molitev.

#### Ismailski emirat
Multan je postal glavno mesto emirata Multan leta 855. Al Masudi iz Bagdada, ki je obiskal dolino Inda leta 915 AD, je v svoji knjigi Zlati travniki omenil, da je to eno najmočnejših obmejnih območij muslimanov in da je v njegovi bližini sto in dvajset tisoč mest in vasi«.
Do sredine 10. stoletja je Multan prišel pod vpliv karmatskih Ismailcev. Karmati so bili izgnani iz Egipta in Iraka po njihovem porazu v rokah tamkajšnjih Abasidov. Karmatski navdušenci so slavno oplenili Meko in ujezili muslimanski svet s svojo krajo in odkupnino za črni kamen Kabe ter oskrunitvijo vodnjaka Zamzam s trupli med sezono hadža leta 930 n. št.
Guverner Jhanga, Omar bin Hafas, je bil tajni zagovornik fatimidskega gibanja in vpliv Batinije se je razširil v južnem Pandžabu. Nato so Karmati, ki so vzpostavili stike s Fatimidi v Egiptu, ustanovili neodvisno dinastijo v Multanu in vladali okoliškim območjem.
Iztrgali so nadzor nad mestom proabasidskemu emiratu Banu Munabih in ustanovili emirat Multan, medtem ko so obljubili zvestobo dinastiji Ismaili Fatimid s sedežem v Kairu. V tem obdobju sta Uč in Multan ostala osrednji romarski kraj za vaišnavite in surijanske vernikee, njuna mešanica z ismaīlīsmom pa je ustvarila tradicijo Satpanth. Zato je bil začetek 11. stoletja priča sakralni in politični raznolikosti v Uču, ki je bila hkrati edinstvena in negotova. Karmatski Ismailci so nasprotovali hindujskim romarjem, ki so častili sonce, in v poznem 10. stoletju uničili Sončev tempelj in razbili njegov čaščeni idol Aditja. Karmatijci so nad ruševinami zgradili ismailsko kongregacijsko mošejo, da bi nadomestili mestno sunitsko kongregacijsko mošejo, ki so jo ustanovili zgodnji vladarji mesta.

### 11.-16. stoletje našega štetja

#### Dinastija Ghaznavidov
Mahmud iz Gaznija je leta 1005 vodil ekspedicijo proti Multanovemu karmatskemu vladarju Abulu Fatehu Daudu. Mesto je bilo predano in Fatehu Daudu je bilo dovoljeno obdržati nadzor nad mestom pod pogojem, da se drži sunitizma. Leta 1007 je Mahmud vodil še eno ekspedicijo v Multan proti svojemu nekdanjemu ministru in hindujskemu spreobrnjencu Nivasi Kanu, ki se je odpovedal islamu in poskušal vzpostaviti nadzor nad regijo v sodelovanju z Abul Fatehom Daudom iz Multana.
Leta 1010 je Mahmud vodil svojo tretjo in kazensko ekspedicijo proti Daudu, da bi ga odstavil in zaprl in zatrl ismailizem v korist sunitske vere. Uničil je ismailsko kongregacijsko mošejo, ki je bila zgrajena nad ruševinami sončnega templja Multan in obnovil staro mestno sunitsko kongregacijsko mošejo, ki jo je zgradil Mohamed bin Kasim.
Učenjak iz 11. stoletja Abu Mansur Al-Bagdadi je poročal, da ismailska skupnost še vedno živi v mestu. Po gaznavidski invaziji na Multan se je lokalna ismailska skupnost razdelila, pri čemer se je ena frakcija povezala z vero Druzov, ki danes živi v Libanonu, Siriji in na Golanskem višavju. Po Mahmudovi smrti leta 1030 je Multan ponovno pridobil svojo neodvisnost od Gaznavidskega imperija in ponovno prišel pod oblast Ismailitov. Šah Gardez, ki je prišel v Multan leta 1088, naj bi prispeval k obnovi mesta.
V začetku leta 1100 je arabski geograf Muhammad Al-Idrizi opisal Multan kot »veliko mesto«, ki mu je poveljevala citadela, obdana z jarkom. V začetku 12. stoletja je pesnik iz Multanija Abdul Rahman napisal Sandesh Rasak, edino znano muslimansko delo v srednjeveškem jeziku Apabhraṃśa.

#### Dinastija Guridov
Leta 1175 je Mohamed Gori osvojil Multan, ki so mu vladali Ismailci, potem ko je vdrl v regijo preko prelaza Gomal iz Afganistana v Pandžab in mesto uporabil kot odskočno desko za svoj neuspešen pohod v Gudžarat leta 1178. Multan je bil nato priključen Guridskemu sultanatu in je postal upravna provinca mameluške dinastije - prve dinastije s sedežem v Delhiju. Multanova ismailska skupnost se je pozneje leta 1175 dvignila v neuspešnem uporu proti Guridom.

#### Mameluška dinastija
Po smrti prvega mumuluškega sultana, Kutb-ud-din Ajbaka leta 1210, je Multan prišel pod vladavino Nasirudina Kabače, ki je leta 1222 uspešno odvrnil poskus invazije sultana Džalal ad-Din Mingburnuja iz Horezmskega imperija,  katerega izvor je bil zakoreninjen v Konje-Urgenču v sodobnem času Turkmenistan. Uč Šarifa in Sindh sta tudi nadzorovala Kabačo.
Kabača je velikokrat zavzel tudi Lahore in vladal vsem tem regijam. Odvrnil je 40-dnevno obleganje mesta Multan s strani mongolskih sil, ki so poskušale osvojiti mesto. Zbral je veliko vojsko iz Uča, Multana in Bukkharja (Sukkur) in Mongoli so bili odbiti.
Po Kabačovi smrti istega leta je turški sultan Iltutmiš, tretji sultan mameluške dinastije, v ekspediciji zajel in nato priključil Multan. Pandžabski pesnik Baba Farid je bil rojen v vasi Khatval blizu Multana v 1200-ih.
Karlugidi so poskušali vdreti v Multan leta 1236, medtem ko so Mongoli poskušali zavzeti mesto leta 1241 po zavzetju Lahoreja -a so bili odbiti. Mongoli pod vodstvom Salija Nojana so nato uspešno zadržali mesto v letih 1245–6, preden jih je ponovno zavzel sultan Ghijas ud din Balban, deveti mameluški sultan. Multan je nato leta 1249 padel v roke Karlugidov, vendar ga je še istega leta ujel Šer Kan. Multan je nato osvojil Izz al-Din Balban Kašlu kan leta 1254, preden se je leta 1257 uprl sultanu Ghijasu ud din Balbanu in pobegnil v Irak, kjer se je pridružil mongolskim silam in znova zajel Multan ter podrl njegovo mestno obzidje. Mongoli so leta 1279 znova poskušali vdreti, vendar so doživeli odločilen poraz.

#### Haldžijeva invazija
Delhijski sultan Alaudin Haldži je leta 1296 poslal svojega brata Ulugh Kana, da osvoji regijo Multan, ki so jo upravljali preživeli družinski člani njegovega predhodnika. (Sultan Džalal-ud-din Haldži)
Po uzurpiranju prestola v Delhiju se je Alaudin odločil odstraniti preživele družinske člane Džalaludina, ki so bili prisotni v Multanu. Novembra 1296 je v Multan poslal 30.000–40.000 močno vojsko, ki sta jo vodila Ulugh Kan in Zafar Kan, ki je po dveh mesecih obleganja uspešno zavzel mesto.
Amir Husrau, slavni indo-perzijski sufijski pevec, glasbenik, pesnik in učenjak je obiskal Multan na povabilo kana Mohameda. Multan je bil takrat vrata v Indijo in je bil središče znanja in učenja. Karavane učenjakov, trgovcev in odposlancev so šle skozi Multan iz Bagdada, Arabije in Perzije na poti v Delhi. Husrau je zapisal, da:
Zavezal sem si službeni pas na pasu in si nadel kapo tovarištva za nadaljnjih pet let. Vodi Multana sem dal sijaj iz oceana svoje pameti in prijaznosti.

#### Dinastija Tugluk
Leta 1320 je Multan osvojil Hijath al-Din Tugluk, postal je guverner Multana in južnega Pandžaba, regij Sindh in Depalpurja. Bil je ustanovitelj turške dinastije Tugluk, tretje dinastije Delhijskega sultanata. Pred tem je svoj čas preživel v Multanu in se od tam boril v 28 bitkah proti Mongolom ter rešil regije pred napredovanjem Mongolov. V jamia Masjid v Multanu je zapisal, da se je boril v 28 bitkah proti Mongolom in da je preživel, ljudje so mu dali naziv Hazi ul Mulk.
Hijat al Dinov sin Mohamed bin Tughlak je bil rojen v Multanu. Po Hijathovi smrti je postal sultan in se povzpel na prestol v Delhiju. Zabeleženo je bilo, da je bilo podeželje okoli Multana opustošeno zaradi previsokih davkov, uvedenih med vladavino Hijathovega sina, Mohameda Tugluka. Leta 1328 se je guverner Multana, Kišlu Kan, dvignil v upor proti Mohamedu Tugluku, vendar je bil hitro poražen.
Grobnica šaha Rukn-e-Alama je bila dokončana v času Tugluka in velja za prvi spomenik Tuglukov. Domneva se, da je bilo svetišče prvotno zgrajeno kot grobnica Ghijatha ad-Dina, vendar je bilo pozneje podarjeno potomcem Rukn-e-Alama, potem ko je Ghijath postal cesar Delhija.
Znani arabski raziskovalec Ibn Battuta je obiskal Multan v 14. stoletju med vladavino Mohameda Tugluka in opazil, da je bil Multan trgovsko središče za konje, uvožene celo iz ruske stepe. Multan je veljal tudi za središče trgovine s sužnji, čeprav je suženjstvo v poznem 14. stoletju prepovedal sin Mohameda Tugluka, Firuz Šah Tughlak.

#### Timuridska dinastija
Leta 1397 je Multan oblegal Timur Lenkov vnuk Pir Mohamed ibn Džahangir. Pir Mohamedove sile so zavzele mesto leta 1398 po koncu 6-mesečnega obleganja. Khizr Kan, guverner Multana, se je povezal z Amirjem Timurjem. Timur je zavzel Lahore in ga prepustil Khizr kanu kot nagrado za njegovo podporo. Tudi leta 1398 sta starejši Tamur Lenk in multanski guverner Khizr Kan skupaj oplenila Delhi. Oplenitev Delhija je povzročila velike motnje v osrednji upravni strukturi sultanata. Khizr Kan je vladal podcelini pod imenom Timur. Leta 1414 je Multanov Khizr Kan zavzel Delhi od Daulat Kana Lodija in ustanovil kratkotrajno dinastijo Sajid — četrto dinastijo delhijskega sultanata.
Sodobni pisatelj Jahja Sirhindi v svojem delu Takhrikh-i-Mubarak Šahi omenja, da je bil Khizr Kan Mohamedov potomec.

#### Sultanat Langah
Multan je nato prešel na Langah, ki je v Multanu ustanovil sultanat Langah pod vladavino Budhan Kana, ki je prevzel naziv Mahmud Šah. Vladavina šaha Husaina, vnuka Mahmuda Šaha, ki je vladal od leta 1469 do 1498, velja za najbolj slavnega izmed sultanov Langah. V tem času je Multan doživel razcvet in na povabilo šaha Husaina je v mesto prispelo veliko število baloških naseljencev. Meje sultanata so obsegale sosednje regije, ki obkrožajo mesti Činiot in Šorkot, vključno z današnjim Faisalabadom. Šah Husein je uspešno odvrnil poskus invazije delhijskih sultanov, ki sta jih vodila tatarski kan in šah Barbak.
Multanov sultanat Langah se je končal leta 1525, ko so mesto napadli vladarji iz dinastije Arghun, ki so bili bodisi etnični Mongoli bodisi turškega ali turško-mongolskega porekla.

#### Dinastija Suri
Leta 1541 je paštunski kralj Šer Šah Suri zavzel Multan in mesto uspešno obranil pred napredovanjem mogulskega cesarja Humajuna. Leta 1543 je Šer Šah Suri izgnal dinastijo Baloč, ki je pod poveljstvom Fateha Kana Miranija prevzela mesto. Po ponovnem zavzetju je Šer Šah Suri ukazal gradnjo ceste med Lahorejem in Multanom, da bi povezal Multan z njegovim ogromnim projektom Grand Trunk Road. Šer Šah Suri je prav tako zgradil (ali prenovil) cesto Delhi-Multan, starodavna trgovska pot je obstajala že od časa kralja Ašoke ali prej. Izboljšati tranzit na območjih med Delhijem in Multanom, ki vodi do Kandaharja in Herata v Afganistanu, sčasoma do glavnega mesta Mašhada iranske province Horasan. Nato je služil kot izhodišče za trgovske karavane iz srednjeveške Indije, ki so odhajale proti Zahodni Aziji.

#### Srednjeveška trgovina
Multan je služil kot medregionalno trgovsko središče srednjeveške islamske Indije za trgovino z islamskim svetom. V okolju politične stabilnosti, ki so ga nudili Delhijski sultanat, Lodi in Moguli, je postalo pomembno trgovsko središče.
Obseg Multanovega vpliva se odraža tudi v gradnji Multani karavanseraja v Bakuju v Azerbajdžanu, ki je bil zgrajen v 15. stoletju za namestitev trgovcev iz Multanija, ki so obiskovali mesto. Pravni zapisi iz uzbekistanskega mesta Buhara ugotavljajo, da so se trgovci Multani naselili in imeli v lasti zemljo v poznih 1550-ih.
Multan bo ostal pomembno trgovsko središče, dokler mesta niso opustošili ponavljajoči se vpadi v 18. in 19. stoletju v postmogulskem obdobju. Številni Multanovi trgovci so se nato preselili v Šikarpur v Sindu in so jih našli po vsej Srednji Aziji do 19. stoletja.

### Mogulsko obdobje (provinca Multan)
Po osvojitvi Zgornjega Sinda s strani mogulskega cesarja Akbarja je Multan leta 1557 napadla in zajela Akbarjeva vojska pod poveljstvom Bairam Kana, [64] s čimer je bila ponovno vzpostavljena mogulska oblast v Multanu. Moguli so nadzirali regijo Multani od leta 1524 do okrog leta 1739. Cesar Akbar je v mestu Multan ustanovil provinco Multan, ki je bila ena od njegovih prvotnih dvanajstih subah (cesarskih najvišjih upravnih provinc), ki so približno pokrivale južni Pandžab, dele Kajberja in Beludžistana, ki mejijo na Kabul subah, Lahore subah, Ajmer subah, Thatta subah, Kandahar subah in perzijsko safavidsko cesarstvo. Bila je ena največjih provinc Mogulskega cesarstva po površini in številu prebivalcev.
Leta 1627 je bil Multan obdan z obzidjem, ki je bilo zgrajeno po ukazu Murada Bakša, sina Šaha Džahana. Po vrnitvi z odprave na Balkh leta 1648 je bil bodoči cesar Aurangzeb imenovan za guvernerja provinc Multan in Sindh – to mesto je opravljal do leta 1652.
Leta 1680 se je v Uču v provinci Multan rodil priznani pandžabski pesnik Bulleh Šah, ki ga imajo za svetnika tako sufiji kot sikhi.
V drugi polovici 17. stoletja je na Multanovo komercialno bogastvo negativno vplivalo zamuljenje in premikanje bližnje reke, ki je trgovcem onemogočila ključen trgovski dostop do Arabskega morja. Multan je bil priča težkim časom, ko je Mogulsko cesarstvo po smrti cesarja Aurangzeba leta 1707 začelo propadati.

### Afšaridska invazija
Nader Šah je osvojil regijo kot del svoje invazije na Mogulsko cesarstvo leta 1739. Kljub invaziji je Multan ostal glavno trgovsko središče severozahodne Indije skozi večino 18. stoletja.

### Invazije Durrani in Maratha
Leta 1752 je Ahmad Šah Durrani zavzel Multan, mesto, ki je bilo tudi njegovo rojstno mesto, mestno obzidje pa je leta 1756 ponovno zgradil Navab Ali Mohamed Kan Khakvani, ki je leta 1757 zgradil tudi mošejo Ali Mohamed Kan. Leta 1758, na kratko Marate pod Raghunathraom zavzame Multan, imenoval Adina Beg Kana za Navaba Pandžaba, čeprav je mesto leta 1760 ponovno zavzel Durrani. Po ponavljajočih se invazijah po propadu Mogulskega cesarstva je bil Multan zmanjšan iz enega najpomembnejših zgodnjih modernih trgovskih središč na svetu v regionalno trgovsko mesto.

### Sikhov imperij
Leta 1772 je sin Ahmeda Šaha Duranija Timur Šah izgubil Multan v korist sikhovskih sil. Vendar pa je Multanova povezanost s sikhizmom nastala pred tem, saj naj bi mesto med enim od svojih potovanj obiskal ustanovitelj sikhske vere, Guru Nanak.
Mesto se je leta 1778 vrnilo pod oblast Afganistana pod vrhovništvom Navab Muzafar Kana. Leta 1817 je Randžit Singh v Multan poslal skupino vojakov pod poveljstvom Divana Bhivanija Dasa, da bi od Navaba Muzafarja Kana prejeli davek, ki ga je dolgoval sikhu Darbarju. Leta 1818 sta vojski Kharaka Singha in Misrja Divana Čanda ležali okoli Multana, ne da bi naredili večji napredek, dokler Randžit Singh ni odposlal ogromnega topa Zamzama, ki je hitro privedel do razpada Multanove obrambe. Misr Divan Čand je vodil sikhske vojske do odločilne zmage nad Muzafar Kanom. Muzafar Kan in sedem njegovih sinov so bili ubiti, preden je utrdba Multan končno padla 2. marca 1818 v bitki pri Multanu.
Osvojitev Multana je vzpostavila premoči Randžita Singha nad Afganistanci in končala njihov vpliv v tem delu Pandžaba. Divan Savan Mal Čopra je bil imenovan za upravljanje mesta in je na svojem položaju ostal naslednjih 25 let. Po osvojitvi Sikhov je pomen Multana kot trgovske postaje upadel, vendar se je število prebivalcev Multana povečalo s približno 40.000 leta 1827 na 60.000 do leta 1831. Savan Mal je sprejel politiko nizke obdavčitve, ki je ustvarila ogromne prihodke od zemlje za državno blagajno. Po smrti Randžita Singha je prenehal izplačevati davek nasledniku in je namesto tega ohranil ugodno zavezništvo z izbranimi sikhskimi aristokrati. Leta 1844 je bil umorjen, nasledil pa ga je njegov sin Divan Mulraj Čopra, ki so ga lokalni prebivalci za razliko od svojega očeta videli kot despotskega vladarja.

### Britanski Raj
Do decembra 1848 so Britanci zavzeli dele obrobja mesta Multan in med bombardiranjem mesta uničili trdnjavo Multan. Januarja 1849 so Britanci zbrali 12.000 vojsko, da bi osvojili Multan. 22. januarja 1849 so Britanci prebili obzidje trdnjave Multan, kar je vodilo do predaje Mulraja in njegovih sil Britancem. Britansko osvajanje cesarstva Sikhov je bilo zaključeno februarja 1849 po britanski zmagi v bitki pri Gudžratu. Med letoma 1890 in 1920 so Britanci postavili obsežno mrežo kanalov v regiji Multan in po večjem delu osrednje in južne province Pandžab. Na tisoče 'kanalskih mest' in vasi je bilo zgrajenih v skladu s standardiziranimi načrti po vseh na novo namakanih območjih.

### Po osamosvojitvi 1947
Multan je izgubil svoj zelo pomemben položaj takoj, ko se je britanska trdnjava na podcelini vse bolj krepila. Čeprav je v regiji vladal mir, ni bilo doseženega pravega napredka. Po osamosvojitvi leta 1947 je Multan postal politično manj pomemben. Čeprav je bilo še vedno 3. največje okrožje in delitev države, mesto in veliko prebivalstvo regije Južni Pandžab nista imela samoupravljanja. Mesto stare trdnjave je bilo v ruševinah. Trnato grmovje in jarki so v izobilju šepetali grozljivo zgodbo o njegovem propadu. Večina cest je bila makadamskih, kanalizacijski sistem pa preveč pomanjkljiv, da bi ga bilo mogoče uporabiti.
Pretežno muslimansko prebivalstvo je podpiralo Muslimansko ligo in Pakistansko gibanje. Po osamosvojitvi Pakistana leta 1947 so se manjšinski hindujci in sikhi množično izseljevali v Indijo, medtem ko se je v mestu naselilo nekaj muslimanskih beguncev iz novonastale neodvisne Republike Indije. Danes je eno od šestih največjih mestnih središč v državi in ostaja pomembno naselje v južnem Pandžabu.

## Geografija
Multan je v Pandžabu in pokriva površino 560 kvadratnih kilometrov. Najbližji pomembni mesti sta Dera Ghazi Kan in Bahavalpur. Multan je v bližini nekaj rek v osrednjem Pakistanu. Reka Satledž ga ločuje od Bahavalpurja, reka Čenab pa od Muzaffar Garha. Območje okoli mesta je ravna, aluvialna ravnica, obdana s sadovnjaki in puščavami, ki se uporablja tudi za gojenje manga.
Multan obdaja Sulejmanovo gorovje, ki je podaljšek gorovja Južni Hindukuš v Pakistanu in Afganistanu. Najbolj znan vrh Sulejmanovega gorovja je Takht-e-Sulejman z dvojnim vrhom ali prestol preroka Salomona na 3487 metrih.
Leta 2005 je bil Multan reorganiziran v mestno okrožje, sestavljeno iz šestih avtonomnih mest:
- Bosan
- Šah Rukan e Alam
- Mumtazabad
- Šer Šah
- Šudžabad
- Džalalpur Pirvala

### Podnebje
Multan ima vroče puščavsko podnebje (Köppnova podnebna klasifikacija BWh) z izjemno vročimi poletji in milimi zimami. Običajna letna količina padavin meri 186 milimetrov.
Multan je znan po najbolj vročem vremenu v Pakistanu. Najvišja zabeležena temperatura je približno 52 °C, najnižja zabeležena temperatura pa približno –1 °C.
Na podnebje Multana predvsem vplivajo:
- Zahodne motnje, ki se običajno pojavijo v zimskih mesecih med decembrom in februarjem. Zahodna motnja povzroča zmerne padavine, včasih se pojavijo tudi neurja s točo.
- V poletnih mesecih se pojavljajo krčenje gozdov, prašne nevihte. Regija je v zadnjih desetletjih doživela obsežno krčenje gozdov, ki je povzročilo prašne nevihte. Multanova prašna nevihta včasih povzroči silovit veter.[74]
- Vročinski valovi se pojavijo v najbolj vročih mesecih maju in juniju in lahko povzročijo temperature, ki se približajo 50 °C.
- Jugozahodni monsun nastopi po najbolj vročih mesecih v letu in traja od junija do septembra. Monsunsko deževje ima zmerne temperature in lahko včasih povzroči močne nevihte.
- V preostalih mesecih prevladuje celinski zrak, ki na splošno zagotavlja jasno vreme z malo ali brez padavin.

### Mestna krajina
Urbana tipologija Multana je podobna drugim starodavnim mestom v južni Aziji, kot so Pešavar, Lahore in Delhi, ki so bila vsa ustanovljena v bližini velike reke in so vključevala staro obzidano mesto ter kraljevo citadelo. Za razliko od teh mest je Multan izgubil svojo kraljevo citadelo, saj so jo Britanci leta 1848 v veliki meri uničili, kar je negativno vplivalo na urbano strukturo mesta.
Stare hiše v soseski Multana ponazarjajo muslimanske skrbi glede zasebnosti in obrambe pred ostrim mestnim podnebjem. Za urbano morfologijo so značilne majhne in zasebne slepe ulice, ki se odcepijo od bazarjev in večjih arterij.
Poseben arhitekturni slog Multani se je začel ukoreniniti v 14. stoletju z vzpostavitvijo nagrobnih spomenikov, za katerega so značilni veliki opečni zidovi, okrepljeni z lesenimi sidri, z navznoter nagnjenimi strehami. Pogrebna arhitektura se odraža tudi v mestnih stanovanjskih četrtih, ki si iz Multanovih mavzolejev izposojajo arhitekturne in dekorativne elemente.

### Dediščina
Tempelj Prahladpuri stoji na vrhu dvignjene ploščadi znotraj trdnjave Multan, poleg grobnice Hazrat Baha'ul Hak Zakarija. Kasneje je bila ob templju zgrajena mošeja.
Prvotni tempelj Prahladpuri naj bi zgradil Prahlad, sin Hiranjakašipuja, kralja Multana (Kašja-papura).